# Hieronymus Osius
Hieronymus Osius, auch: Ossanna (* um 1530 in Schlotheim; † April 1575/76 in Graz) war ein deutscher neulateinischer Dichter, Literaturwissenschaftler und Rhetoriker.

## Leben
Osius wurde in Gera erzogen, so dass er teilweise auch unter dem Namen Hieronymus Geranus bekannt war. Am 28. März 1552 immatrikulierte er sich an der Universität Wittenberg und erwarb hier am 28. Juni 1552 den akademischen Grad eines Magisters. 1555 fand er Aufnahme in die philosophische Fakultät der Wittenberger Hochschule und hielt Vorlesungen über Poetik. Ab 1557 trat er auch als Prüfer (Examinator) in Erscheinung, was möglicherweise auf eine Professur der Poetik hindeuten kann. Am 2. Mai 1558 krönte ihn König Christian III. von Dänemark und Norwegen in Kopenhagen zum Poeta laureatus und somit besaß er die dazu notwendige Qualifikation für das Lehramt. Seit 1560 war er an der Universität Jena, wo er ebenfalls Vorlesungen über Poesie hielt. Am 3. Dezember 1565 wurde er Rektor am Gymnasium poeticum in Regensburg, für das er eine Schulordnung verfasste, und kehrte 1568 als Professor der Eloquenz nach Jena zurück. Er begleitete David Chytraeus 1573/74 in die Steiermark. In Graz übernahm er das Rektorat der protestantischen Landschaftsschule und wurde dort ermordet.
Mit zahlreichen Gelegenheitsgedichten und lateinischen Versen nahm Osius an der poetischen Produktion der Melanchthonschüler teil. Im Auftrag von Friedrichs II. von Dänemark und im Zusammenhang mit der Dichterkrönung entstanden mehrere Gedichte zum Lob Christians III. und Friedrichs II. sowie Osius’ Hauptwerk, eine epische Beschreibung des Dithmarscher Kriegs von 1559, die in der Tradition der antiken Heldenepik gegen die freie Bauernrepublik Dithmarschen gerichtet war. Osius übertrug das Gedicht verkürzt ins Deutsche, eine Seltenheit in der neulateinischen Literatur.
Beiträge zur neulateinischen Fabelliteratur und eine lateinische Übertragung des Pseudohomerischen Froschmäusekriegs enthielt der in Wittenberg 1564 erschienene Band Phrygis Aesopi Fabulae carmine elegiaco …, Item pugna ranarum et murium Homert. Die Fabeldichtung wurde mit Argumenten Philipp Melanchthons gerechtfertigt, dessen Schüler er war.

## Werkauswahl

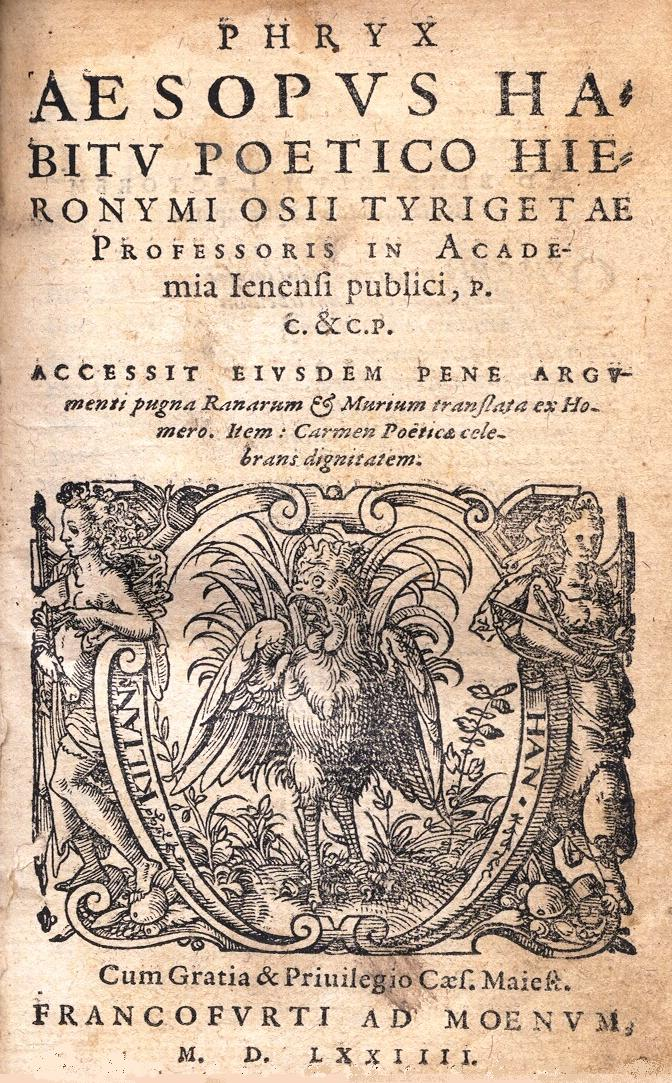
Phryx Aesopus Habitu Poetico von Hieronymus Osius

- Phryx Aesopvs Habitv Poetico Hieronymi Osii Tyrigetae. Accessit Eivsdem Pene Argvmenti pugna Ranarum & Murium translata ex Homero. Item: Carmen Poëticae celebrans dignitatem. Frankfurt am Main 1574. (Digitalisat)
- Historia Belli Ditmarsici Gesti Anno MDLIX. Wittenberg 1560. (Digitalisat), (Digitalisat der deutschen Ausgabe)
- Pugna ranarum & murium Homeri. Geißler, Regensburg 1566. (Digitalisat)
- Libri duo de vitanda ebrietate, olim editi, nunc vero emendati et aucti ... Cum præfatione P. Melanthonis. Klug, Wittenberg 1555. (Digitalisat)
- Epicedion de inclyti Ducis Saxoniae Electoris Mauricii ... morte qui in praelio acerrimo vulneratus est, et tamen Dei auxilio victor hostilem exercitum profligavit. Crato, Wittenberg 1553. (Digitalisat)
- Epicedion scriptum illustrissimae principi, dominae Sibyllae coniugi inclyti principis Johannis Friderici ducis Saxoniae ... dedicatum ornatissimis viris in inclytae urbis Gothae Repub. Consulib. ac Senatoribus. Wittenberg 1554. (Digitalisat)
- Carmen de natali Christi. Seitz, Wittenberg 1557.
- Historia Excidii Hierosolymorum longe luctuosissimi, cuius exemplum et memoria his temporibus maxime videtur accommodata et necessaria. Crato, Wittenberg 1558.
- Res gestae …, Christiani III Regis Daniae. Wittenberg 1563.
- Oratio continens enkomion poetices. Regensburg 1566.
- Scriptum Continens Ceu Oeconomiam Quandam Lectionum, Et Exercitiorum, Quae Publice Ac Privatim Adolescentiae Literariae In Gymnasio Ratisponensi Proponuntur. Regensburg 1567.
- Icones catecheseos Christianae. Wittenberg 1565. (Digitalisat)